# Интернат (порнографски филм)
Интернат (негде познат и као) је немачки порнографски филм. Од познатијих глумица овде је Кели Трамп. Филм је у Србији издало новосадско предузеће Hexor 2007. године у тиражу од 1000 комада. Интерна ознака српског издавача је DM05, а каталошки број COBISS.SR-ID 224013063.

## Опис са омота
Интернат је васпитна установа где младе, посрнуле девојке покушавају да пронађу прави пут. То је понекад јако тешко јер је њихов либидо незасит и без икаквих обзира и ограничења. Госпођа Бауман је ту да све буде под контролом мада се она стара и о жељама интернатског баштована који је чешће залива него околне травњаке.

## Улоге
| Глумац            | Улога          |
| ----------------- | -------------- |
| Kelly Trump       |                |
| Steve Holmes      |                |
| Vicky Leander     | Госпођа Бауман |
| Fredericke Stanza |                |
| Franco Roccaforte |                |
| Titus Steel       |                |